# Burg Rocher
Die Ruine der Burg Rocher, auf Französisch als Château Rocher oder Château de Blot-le-Rocher bezeichnet, ist die Ruine einer Höhenburg in der französischen Auvergne auf dem Gebiet der Gemeinde Saint-Rémy-de-Blot. Seit dem 20. Januar 1913 steht sie als Monument historique unter Denkmalschutz.
Die Burg wurde im 13. Jahrhundert zum Schutz der Brücke von Menat, der einzigen Flussüberquerung zwischen Ébreuil und Châteauneuf-les-Bains, von den Bourbonen erbaut. Im 18. Jahrhundert verlassen, verfiel sie zur Ruine. Diese thront über dem Tal der Sioule und ist von Menat aus über einen Wanderweg erreichbar.